# Henry Banks
Henry Banks (14 de junho de 1913 – 18 de dezembro de 1994) foi um automobilista norte-americano que esteve em doze (sete) 500 Milhas de Indianápolis (três quando a prova fazia parte do calendário da Fórmula 1 de 1950 até 1960): 1936 (não se qualificou), 1937 (não se qualificou), 1938, 1939 (não se qualificou), 1940 (não se qualificou) (compartilhou com Chet Miller), 1946, 1947, 1948 (não se qualificou), 1949 (não se qualificou), 1950, 1951 e 1952.
Seu melhor resultado em 500 Milhas de Indianápolis foi o 6º lugar em 1951.

## Biografia
Banks nasceu na Inglaterra, mas mudou-se para Royal Oak, Michigan, ainda pequeno. Era filho de um corredor europeu e, influenciado pelo pai, ingressou no automobilismo aos dezenove anos de idade.
Henry foi o primeiro piloto a passar no "teste novato" no Indianapolis 500 de 1936, o que também impulsionou sua carreira nos anos seguintes. Em 1941, ele venceu a American Racing Drivers Club na Nova Inglaterra.
Após uma breve pausa durante alguns anos da Segunda Guerra Mundial, quando ele trabalhou numa divisão da Ford, sua carreira cresceu. Em 1947 ele venceu trinta corridas e em 1950 foi o campeão AAA Nacional, além de ter entrado em segundo lugar no National Midget points.
Com a crescente fama como automobilista, Banks foi convidado para dois filmes. O primeiro deles foi Para Queira a Lady, estrelado por Clark Gable, e o segundo foi Rugido da Multidão, ao lado de Howard Duff. Mais tarde, aposentado das corridas, Henry tornou-se diretor da USAC Concursos.